# Jacobyana flurinae
Jacobyana flurinae es una especie de insecto coleóptero de la familia Chrysomelidae. Fue descrita científicamente en 2002 por Sprecher-Uebersax.